# Ене (река)
Ене (шп. Río Ene) је река у Перуу на Андима. Настаје спајањем два већа тока, реке Апуримак и Мантаро на око 400 метара надморске висине. Ене тече ка северозападу на дужини од 180 km и спајањем са реком Перене чини реку Тамбо. Ене је део великог речног система Амазона.